# Demain les jeunes
 (mai 2025).
La mise en forme du texte ne suit pas les recommandations de Wikipédia : il faut le « wikifier ».
Les points d'amélioration suivants sont les cas les plus fréquents. Le détail des points à revoir est peut-être précisé sur la page de discussion.
- Les titres sont pré-formatés par le logiciel. Ils ne sont ni en capitales, ni en gras.
- Le texte ne doit pas être écrit en capitales (les noms de famille non plus), ni en gras, ni en italique, ni en « petit »…
- Le gras n'est utilisé que pour surligner le titre de l'article dans l'introduction, une seule fois.
- L'italique est rarement utilisé : mots en langue étrangère, titres d'œuvres, noms de bateaux, etc.
- Les citations ne sont pas en italique mais en corps de texte normal. Elles sont entourées par des guillemets français : « et ».
- Les listes à puces sont à éviter, des paragraphes rédigés étant largement préférés. Les tableaux sont à réserver à la présentation de données structurées (résultats, etc.).
- Les appels de note de bas de page (petits chiffres en exposant, introduits par l'outil «  Source ») sont à placer entre la fin de phrase et le point final[comme ça].
- Les liens internes (vers d'autres articles de Wikipédia) sont à choisir avec parcimonie. Créez des liens vers des articles approfondissant le sujet. Les termes génériques sans rapport avec le sujet sont à éviter, ainsi que les répétitions de liens vers un même terme.
- Les liens externes sont à placer uniquement dans une section « Liens externes », à la fin de l'article. Ces liens sont à choisir avec parcimonie suivant les règles définies. Si un lien sert de source à l'article, son insertion dans le texte est à faire par les notes de bas de page.
- La présentation des références doit suivre les conventions bibliographiques. Il est recommandé d'utiliser les modèles {{Ouvrage}}, {{Chapitre}}, {{Article}}, {{Lien web}} et/ou {{Bibliographie}}. Le mode d'édition visuel peut mettre en forme automatiquement les références.
- Insérer une infobox (cadre d'informations à droite) n'est pas obligatoire pour parachever la mise en page.

Pour une aide détaillée, merci de consulter Aide:Wikification.
Si vous pensez que ces points ont été résolus, vous pouvez retirer ce bandeau et améliorer la mise en forme d'un autre article.
Demain les jeunes est un débat télévisé en direct animé par le journaliste Michel Field le 28 mars 1994 sur France 2, dont l'évolution imprévue a amené le Premier ministre Édouard Balladur à décider le lendemain de renoncer au contrat d'insertion professionnelle (CIP), appelé aussi "Smic jeunes", après 3 semaines de manifestations, à la fin du second septennat du président socialiste François Mitterrand.
Parmi les invités, son ministre des entreprises Alain Madelin, l'ex-ministre de la ville Bernard Tapie, et 200 jeunes opposant au "Smic jeunes".

## Contexte
Ce débat télévisé en direct est improvisé au moment des manifestations contre le contrat d'insertion professionnelle, une "sorte de sous-smic" pour les jeunes voulu par le Premier ministre Edouard Balladur, à la fin du second septennat du président François Mitterrand.
La droite est alors divisée entre le Premier ministre Edouard Balladur et le leader historique du RPR Jacques Chirac, qui vont s'opposer au début de l'année suivante au premier tour de l'élection présidentielle de 1995. L'un des fidèles soutiens de Jacques Chirac, le ministre Alain Madelin, est l'une des figures de l'émission.
Inspirés du rapport Mattéoli qui voit dans le SMIC « une barrière à l'emploi des travailleurs peu qualifiés », les décrets d'application de ce "Smic jeunes", publiés le 23 février 1994, fixent cette rémunération à 80 % du SMIC (ou moins si le contrat est associé à une formation), déclenchant la protestation des étudiants et lycéens, rejoints par les syndicats et l'opinion publique.
En mars 1994, selon un sondage de l'Institut CSA pour le quotidien InfoMatin, 55 % des Français se déclaraient opposés au contrat d'insertion professionnelle. Des manifestations ont lieu les 10,12, 17, 25 et 31 mars. La presse indique qu'afin de "renouer le dialogue avec la jeunesse, le premier ministre pourrait envisager de suspendre l'application du CIP" à l'occasion de la mise en place d'un "comité de suivi".
L'émission a lieu au lendemain du second tour des élections cantonales du 27 mars, dont le premier tour fut gagné par la droite, Edouard Balladur conservant le capital électoral acquis lors de sa très large victoire aux élections législatives en 1993, mais la tendance s'est inversée au second tour avec la gauche qui gagne plusieurs présidences de département,. La presse constate alors que la multiplication des opérations de communication gouvernementales n'a pas réduit le nombre des manifestants, toujours nombreux le vendredi 25 mars, que ce soit la rencontre de Michel Giraud avec des représentants des établissements en grève le 21 mars, puis le lendemain le temps alloué au porte-parole du gouvernement Nicolas Sarkozy au journal du soir de France 2 pour convaincre en direct quatre jeunes Lyonnais, ou encore les "appels à la raison" des ministres François Bayrou et François Fillon, et les "mises en garde" du ministre de l'intérieur Charles Pasqua sur la présence de casseurs dans les manifestations.

## Concept
Le concept réplique celui de l'émission Tribune de l'Université, improvisée avec "trois chefs connus de la révolte" de Mai 68, les leader syndicaux Jacques Sauvageot (UNEF), et Alain Geismar (SNESup), auxquels a été ajouté Daniel Cohn-Bendit, sur choix du service de presse du Premier ministre Georges Pompidou, dans le but de montrer le mouvement « sous le plus mauvais jour possible », qui fut le premier débat en direct de l'histoire de l'ORTF, après les revendications des jours précédents pour la liberté d’expression.
Pour l'écrivain et chroniqueur David Desgouilles, cette émission de 1994 relevait elle de la "politique-spectacle" ayant commencé dans les années 80, et rappelle une autre émission politique, Vive la crise !", présentée en 1984 par l'acteur Yves Montand avec le journaliste Laurent Joffrin.

## Préparation et déroulement
L'émission est annoncée trois jours à l'avance seulement par France 2. Tout le week-end, son directeur de l'information Jean-Luc Mano lance des invitations et discute avec les ministres dont plusieurs refusent de venir tandis que le Premier ministre Édouard Balladur tente d'obtenir, sans succès, son annulation.
Un contre-feu apparait à la fin du week-end: la chaîne leader, TF1, annonce avec fracas une autre émission pour la même soirée du lundi 28 mars, sur le même thème, avec de nombreux hommes politiques et une "poignée de jeunes de provinces bien sages et en duplex". Cette émission, très médiatisée au dernier moment, réalisera une audience plus élevée que celle de de France 2. Le soir des deux émissions, les journaux télévisés relatent la poursuite des manifestations de jeunes, sur France 3 comme sur France 2.
L'émission de France 2 est organisée sous la forme de deux heures de happening, intégralement en direct, avec 400 lycéens et étudiants, ainsi que des invités politiques,,. Les jeunes participants sont réunis sur le plateau ou en duplex depuis Lille, Issoudun, Villeurbanne ou Bordeaux.
Destinée à faire "baisser la tension avec la jeunesse", l'émission a "tourné au défouloir anti gouvernemental", selon un livre publié deux ans après par la journaliste Sylvie Pierre-Brossolette et certains participants ont refusé de condamner les casseurs s'infiltrant en marge des manifestations, signalés de manière répétitive par les médias les jours précédents.
Plusieurs sketches d'une autre émission, elle quotidienne, Les Guignols de l'info, doivent être diffusés pendant l'émission car les jeunes reprennent leurs expressions dans les manifestations, mais ils ne sont finalement diffusés qu'à la fin de l'émission.

## Participants et invités
Le chanteur Tonton David, dont la chanson Sûr et certain, un des "cinq tubes qui ont fait sa légende", est reprise dans les manifestations, participe au débat de l'émission, où il s'oppose sur certains points aux étudiants.
Le ministre des Entreprises et du Développement économique Alain Madelin n'est pas sur le plateau mais intervient plusieurs fois en direct sur un écran géant. Parmi les autres participants, Bernard Tapie, qui propose d'obliger les entreprises à embaucher des jeunes pour "rendre le chômage illégal".

## Suites et analyses

### Retrait du CIP le lendemain
Le directeur de cabinet du chef du gouvernement, Nicolas Bazire, annonce la suspension du CIP dès le lendemain, préfigurant son retrait le 30 mars. Le ministre des Entreprises et du Développement économique Alain Madelin dira de son côté que "si on avait vu l'émission avant, on n'aurait jamais fait le CIP".
L'émission est considérée comme une réussite, pour laquelle Jacques Chirac félicite Michel Field le lendemain, car elle aurait "participé au retrait du projet" de contrat d'insertion professionnelle, selon le même Michel Field.

### Rétorsions d'Édouard Balladur contre France 2
Michel Field rappellera que le gouvernement a mis fin ensuite à la rallonge budgétaire promise à France 2. Selon la journaliste Sylvie Pierre-Brossolette, le ministre de la communication Alain Carignon a été réprimandé peu après par le chef du gouvernement Édouard Balladur en raison de cette émission, en lui disant "votre télévision mériterait qu'on lui coupe les crédits". Dès le lendemain de l'émission, Édouard Balladur manifeste sa mauvaise humeur et donne une interview à France3.
Selon le directeur de l'information de France 2, Jean-Luc Mano, le Premier ministre Édouard Balladur a ainsi diminué de 130 millions de francs les crédits de France2

### Michel Field quitte France 2 pour Canal Plus
Au cours de l'année 1994, l'animateur de l'émission Michel Field quitte France 2 pour Canal Plus. Selon le professeur en sciences politiques Éric Darras, directeur de Sciences po Toulouse, l'émission Demain les jeunes a constitué "le véritable prototype" d'une autre, animée ensuite aussi par Michel Field, L’hebdo, "finalement envisagée à une heure confidentielle" sur une "petite chaîne ciblée", Canal Plus.

### Élections européennes de juin
Aux élections européennes qui suivent, deux mois et demi après, liste de l'ex-ministre de la ville Bernard Tapie, l'un des invités de cette émission sur "Smic jeunes" a réalisé un score très élevé, avec 12% des voix, non loin des 14% obtenus par la liste socialiste de Michel Rocard, qui avait été Premier ministre de 1988 à 1991.

## Dans la culture populaire
Stéphane Pianelli, personnage fictif de La Jeune Fille et la Nuit (Guillaume Musso, 2018), roman vendu à deux millions d'exemplaires dans 36 langues, a "crevé l'écran" lors de l'émission. Il était au lycée avec l'héroïne, secrêtement liée à leur prof' de philo, qui a comme elle disparu un soir de tempête de neige. Devenu journaliste à Nice-Matin, il révèle qu'une grosse somme découverte à la cave du lycée infirme la piste de la fuite des amants et aide le héros tout le long de son enquête. Son personnage est joué par Matthias Van Khache dans l'adaptation télévisée européenne, sortie en 2022 en 6 épisodes.